# 瑟兰
瑟兰（法語：Seraing，法語發音：[səʁɛ̃] ⓘ）是比利时瓦隆大区列日省列日區的一个城市，通行法语，是比利时法语社群的一部分，人口64,270人（2018年1月1日）。